# Список аеропортів Азербайджану
|  | Службовий список статей, створений для координації робіт з розвитку теми. Це попередження не встановлюється на інформаційні списки і глосарії. |

Це список аеропортів Азербайджану, відсортований за містом розташування.

## Аеропорти
Аеропорти виділені жирним шрифтом — мають регулярні рейси.
| Місто                                                            | ІКАО | DAFIF | ІАТА | Назва аеропорту                                                                              | Координати                                                             |
| Цивільні аеропорти                                               |      |       |      |                                                                                              |                                                                        |
| Акстафа                                                          | UBBA | UB17  |      | Аеропорт «Акстафа»                                                                           | 41°07′24″ пн. ш. 45°25′17″ сх. д. / 41.12333° пн. ш. 45.42139° сх. д.  |
| Баку                                                             | UBBB |       | GYD  | Бакинський міжнародний аеропорт імені Гейдара Алієва                                         | 40°28′03″ пн. ш. 50°02′48″ сх. д. / 40.46750° пн. ш. 50.04667° сх. д.  |
| Белокани                                                         | UB0G | UB16  |      | Аеропорт «Белокан»                                                                           | 41°45′12″ пн. ш. 46°21′19″ сх. д. / 41.75333° пн. ш. 46.35528° сх. д.  |
| Габала                                                           | UBBG |       | GBB  | «Габала»                                                                                     | 40°49′36″ пн. ш. 047°42′45″ сх. д. / 40.82667° пн. ш. 47.71250° сх. д. |
| Ґянджа                                                           | UBBQ |       | GNJ  | Міжнародний аеропорт «Ґянджа»                                                                | 40°44′15″ пн. ш. 46°19′03″ сх. д. / 40.73750° пн. ш. 46.31750° сх. д.  |
| Євлах                                                            | UBEE |       | YLV  | Аеропорт «Євлах»                                                                             | 40°37′57″ пн. ш. 47°08′28″ сх. д. / 40.63250° пн. ш. 47.14111° сх. д.  |
| Ленкорань                                                        | UBBL | UB10  | LLK  | Міжнародний аеропорт «Ленкорань»                                                             | 38°44′47″ пн. ш. 48°49′04″ сх. д. / 38.74639° пн. ш. 48.81778° сх. д.  |
| Нахічевань                                                       | UBBN | UB15  | NAJ  | Міжнародний аеропорт «Нахічевань» (цивільний / військовий)                                   | 39°11′19″ пн. ш. 45°27′30″ сх. д. / 39.18861° пн. ш. 45.45833° сх. д.  |
| Степанакерт (Ханкенді) (контролює Нагірно-Карабаська Республіка) |      | UB13  |      | Степанакертський аеропорт (цивільний / військовий) (контролює Нагірно-Карабаська Республіка) | 39°54′05″ пн. ш. 46°47′13″ сх. д. / 39.90139° пн. ш. 46.78694° сх. д.  |
| Військові аеропорти                                              |      |       |      |                                                                                              |                                                                        |
| Баку / Кала                                                      |      |       |      | Аеропорт «Кала»                                                                              | 40°24′23″ пн. ш. 50°12′00″ сх. д. / 40.40639° пн. ш. 50.20000° сх. д.  |
| Деллер / Дзагем                                                  |      | UB11  |      | Аеропорт «Далляр»                                                                            | 40°53′15″ пн. ш. 45°57′25″ сх. д. / 40.88750° пн. ш. 45.95694° сх. д.  |
| Кюрдамір                                                         |      | UB14  |      | Аеропорт «Кюрдамір»                                                                          | 40°16′24″ пн. ш. 48°09′48″ сх. д. / 40.27333° пн. ш. 48.16333° сх. д.  |
| Хаджі Зейналабдіна / Сумгаїт                                     |      | UB12  |      | Аеропорт «Насосна»                                                                           | 40°35′29″ пн. ш. 49°33′26″ сх. д. / 40.59139° пн. ш. 49.55722° сх. д.  |